# Daone
Daone és un antic municipi italià, dins de la província de Trento. L'any 2007 tenia 588 habitants. Limitava amb els municipis de Bersone, Breguzzo, Breno (BS), Castel Condino, Ceto (BS), Cevo (BS), Cimego, Condino, Lardaro, Massimeno, Pelugo, Praso, Roncone, Saviore dell'Adamello (BS), Spiazzo, Strembo i Villa Rendena.
L'1 de gener 2015 es va fusionar amb els municipis de Bersone i Praso creant així el nou municipi de Valdaone, del qual actualment és una frazione.

## Administració
| Període | Identitat      | Partit        |
| ------- | -------------- | ------------- |
| 2005-   | Ugo Pellizzari | Llista cívica |